# ایروینگ کاپلانسکی
ایروینگ کاپلانسکی (به انگلیسی: Irving Kaplansky) (زاده ۲۲ مارس ۱۹۱۷ در تورنتو – درگذشته ۲۵ ژوئن ۲۰۰۶ در لس آنجلس) ریاضی‌دان اهل کانادا بود.

## زندگی و کارنامه
کاپلانسکی در خانواده ای از یهودیان لهستانی که به تازگی به کانادا کوچیده بودند در تورنتو به دنیا آمد. وی در سال ۱۹۴۰ در مسابقه پاتنام برنده شد و با کمک هزینه ای که از این راه به دست آورد توانست در دانشگاه هاروارد به تحصیل بپردازد. وی در سال ۱۹۴۱ با سرپرستی ساندرز مک لین دوره دکترا را به پایان رساند. پس از آن او به عنوان پژوهشگر دوره پسادکتری تا سال ۱۹۴۴ در هاروارد ماند و در سال ۱۹۴۵ به دانشگاه شیکاگو رفت و تا زمان بازنشستگی در سال ۱۹۸۴ در همان دانشگاه به کار پرداخت. وی در سال ۱۹۷۵ معاون انجمن ریاضی آمریکا و در سال ۱۹۸۵ رئیس این انجمن بود. پس از بازنشستگی او به ریاست مؤسسه پژوهشی علوم ریاضی در برکلی برگزیده شد. کاپلانسکی در سال ۱۹۸۹ جایزه لروی استیل را از آن خود کرد.
زمینه پژوهشی کاپلانسکی جبر بود و او در این زمینه در شاخه‌های گوناگونی همچون جبر جابجایی، نظریه حلقه‌ها، نظریه گروه‌ها و جبرهای باناخ به پژوهش پرداخت.

## آثار
- Commutative Rings. University of Chicago Press 1970.
- Infinite Abelian Groups.
- Fields and rings.. 1972.
- An introduction to differential algebra. 1957.
- Lie algebras and locally compact groups. 1971.
- Projective modules, Ann. of Math (2) 68 1958 372–377.
- Modules over operator algebras, Amer. J. Math. 75, (1953). 839–858.
- Projections in Banach algebras, Ann. of Math. (2) 53, (1951). 235–249.
- Maximal fields with valuations, Duke Math. J. 9, (1942). 303–321.